# Jordan Aviation

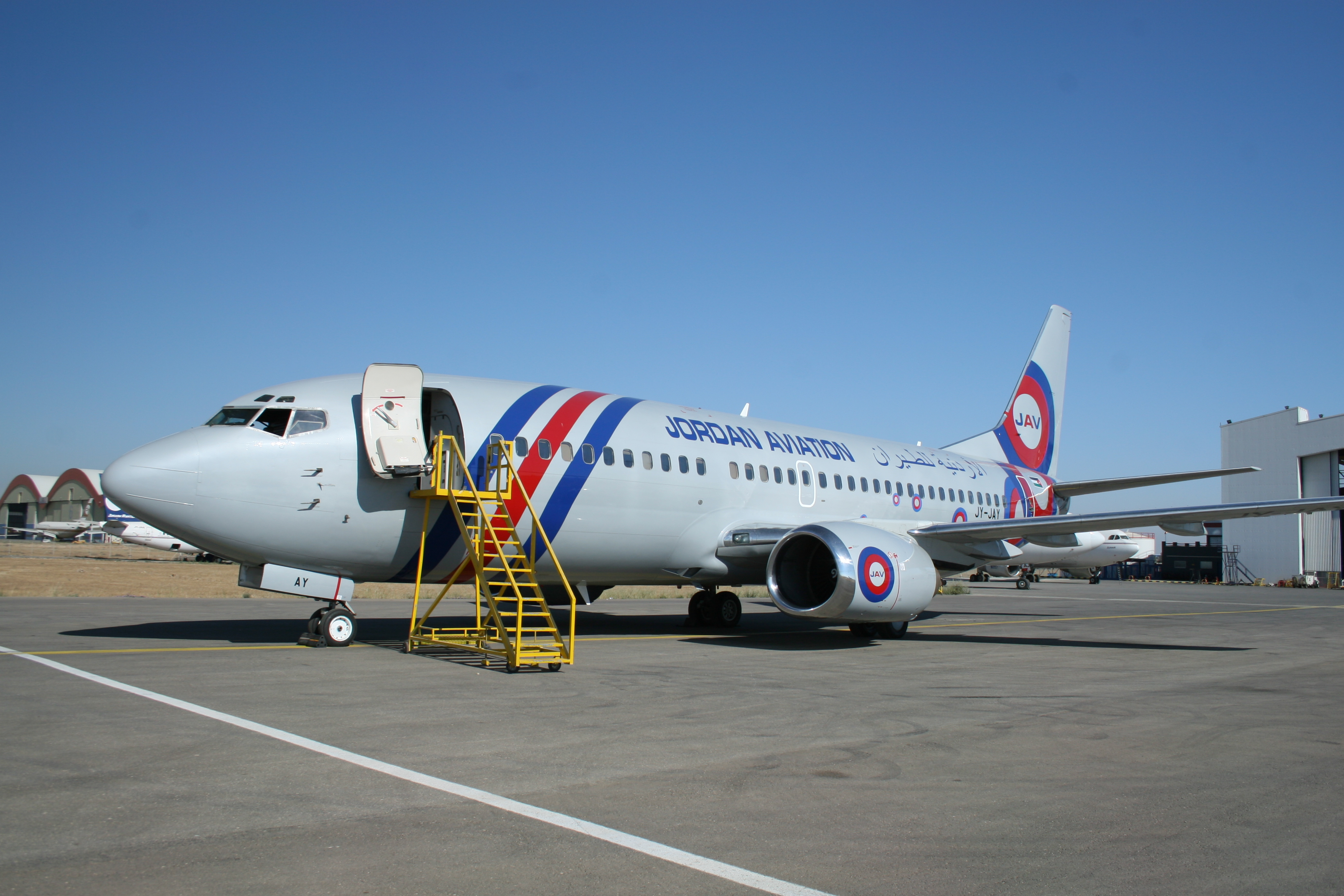
Нова ліврея Jordan Aviation на червень 2012

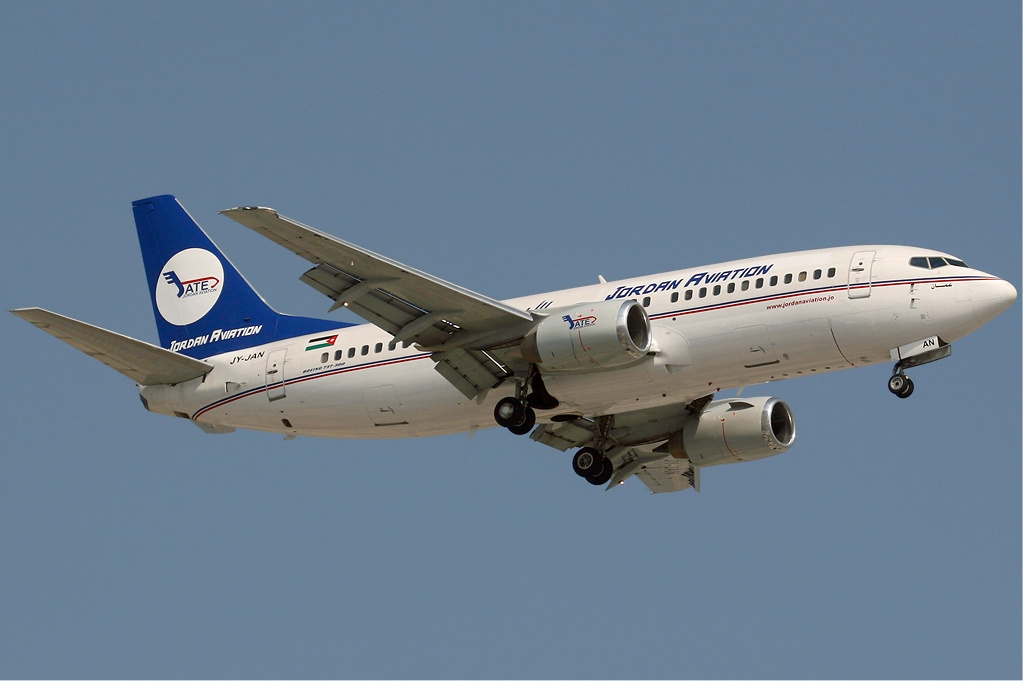
Boeing 737–300 Jordan Aviation

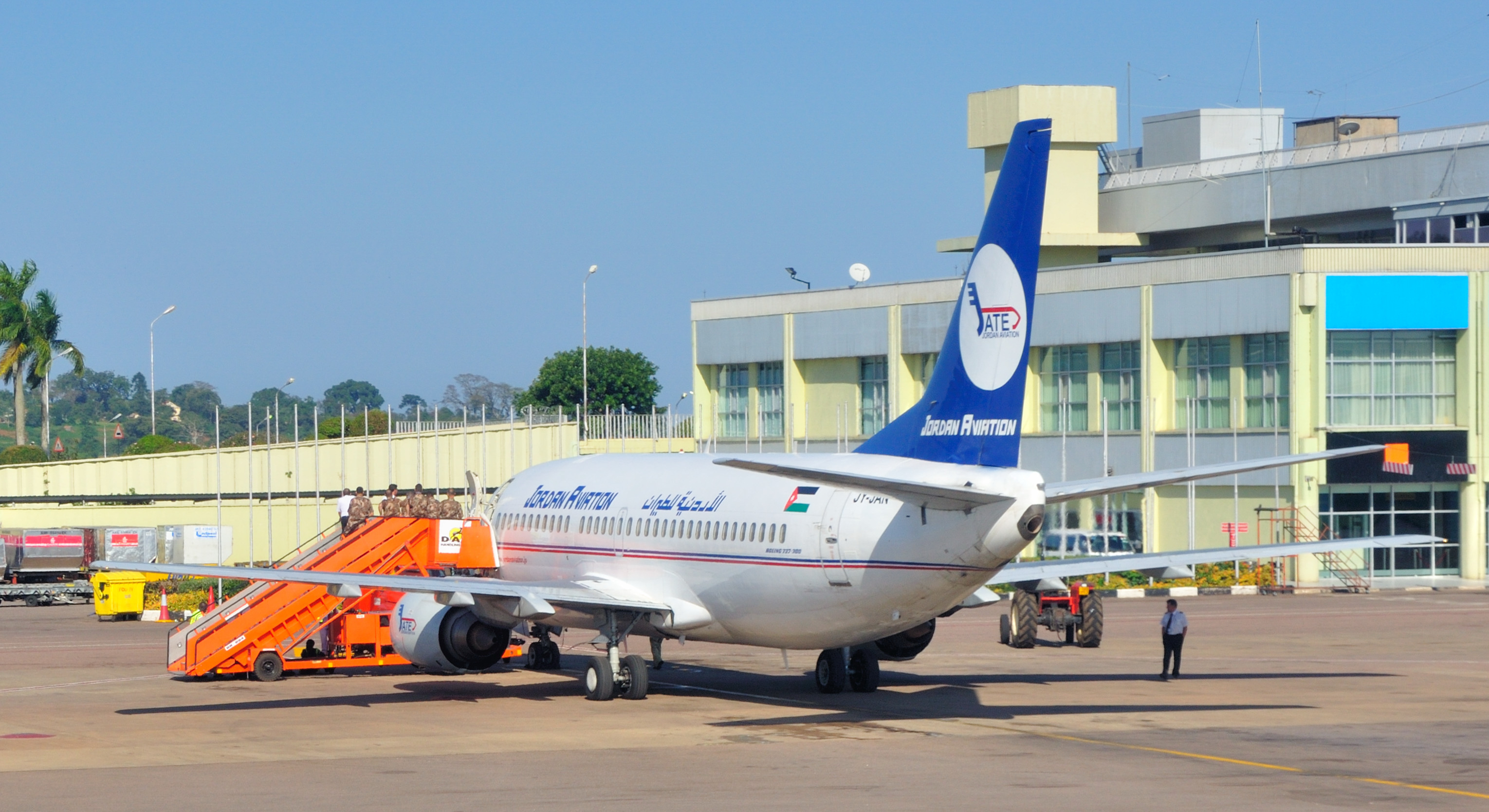
Boeing 737–322 Jordan Aviation в Уганді

Jordan Aviation — авіакомпанія, що має базу в Аммані, Йорданія. Вона здійснює чартерні рейси по всьому світу, надає послуги з мокрого лізингу для великих авіакомпаній, які шукають додаткові потужності, а також є важливим постачальником авіаперевезень для миротворчих сил ООН. Його основною базою є міжнародний аеропорт Аеропорт Аммана «Королева Алія».

## Напрямки
Станом на квітень 2018 року, Jordan Aviation працює на таких напрямках:
Єгипет
- Міжнародний аеропорт Каїр
- Міжнародний аеропорт Шарм-ель-Шейх Сезонний

Ірак
- Міжнародний аеропорт Багдад

Йорданія
- Міжнародний аеропорт королева Алія База
- Міжнародний аеропорт король Хусейн

Туреччина
- Анталія (аеропорт) Сезонний

Україна
- Київ-Жуляни

## Флот
Флот Jordan Aviation на серпень 2017 р.:
| Тип              | В дії | Замовлено | Пасажирів | Примітки |
| ---------------- | ----- | --------- | --------- | -------- |
| Airbus A320-200  | 3     | —         | 168       |          |
| Airbus A330-200  | 1     | —         | TBA       |          |
| Boeing 737-300   | 3     | —         | 148       |          |
| Boeing 737-400   | 1     | —         | 168       |          |
| Boeing 767-200ER | 1     | —         | 266       |          |
| Boeing 767-200ER | 1     | —         | 290       |          |
| Разом            | 10    | —         |           |          |